# Campeonato Carioca de Futebol de 1908
O Campeonato Carioca de Futebol de 1908 foi o terceiro campeonato de futebol do Rio de Janeiro. A competição foi organizada pela nova liga, a Liga Metropolitana de Sports Athleticos (LMSA), que substituiu a antiga Liga de mesmo nome (que encerrou suas atividades após a confusão do campeonato do ano anterior).
O Fluminense somou mais pontos nos dois turnos e sagrou-se campeão. O Riachuelo abandonou o campeonato após três jogos, após um pênalti marcado e suas partidas seguintes foram consideradas derrotas por W.O..

## Primeira divisão
Extinta a Liga Metropolitana de Football, face a crise surgida com a falta de acordo entre Fluminense e Botafogo para a decisão do campeonato de 1907, os clubes resolveram fundar uma nova Liga. Assim, no dia 29 de fevereiro de 1908, America, Botafogo, Fluminense, Payssandu, Rio Cricket e Riachuelo criaram a Liga Metropolitana de Esportes Athleticos. O Fluminense continuava com o time-base do ano anterior, com poucas modificações, e isso lhe assegurou um excelente rendimento de conjunto. Em consequência, o grêmio tricolor chegou à conquista de mais um título, e que seria o primeiro a ser alcançado sem derrota. O Fluminense, no primeiro turno, teve os seguintes resultados: Payssandu, 10 a 1; Rio Cricket, 3 a 0; Riachuelo, 11 a 0; America, 2 a 1; e Botafogo, 2 a 2. O Riachuelo não compareceu para disputar o jogo do returno. O time campeão, invicto, do Rio de Janeiro, em 1908, teve esta formação-base: Waterman; Victor Etchegaray e Salmond; J. Leal, Buchan, e N. Macedo; Oswaldo, Horácio Costa, Edwin Cox, Emilio Etchegaray e F. Frias.
- Neste campeonato, o America passou a usar a sua camisa totalmente vermelha, no jogo contra o Payssandu, realizado no dia 19 de abril, quando o quadro americano venceu por 4 a 0. De 1904 a 1906, a camisa do America era totalmente preta, passando a rubro-negra de 1906 a 1908, porque era o modelo que a firma fornecedora possuía na ocasião.

### Fórmula de disputa
O campeonato foi disputado por seis clubes em turno e returno, jogando todos contra todos. O clube que somou mais pontos foi o campeão. A vitória valia dois pontos e o empate um. O primeiro critério de desempate foi o menor número de derrotas.

### Clubes participantes

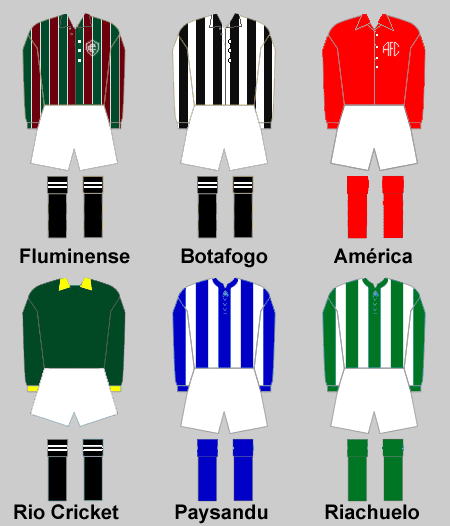
Uniforme dos clubes participantes.

- America Football Club, do bairro da Tijuca, Rio de Janeiro
- Botafogo Football Club, do bairro de Botafogo, Rio de Janeiro
- Fluminense Football Club, do bairro das Laranjeiras, Rio de Janeiro
- Paysandu Cricket Club, do bairro do Flamengo, Rio de Janeiro
- Riachuelo Football Club, do bairro do Riachuelo, Rio de Janeiro
- Rio Cricket and Athletic Association, do bairro de Praia Grande, Niterói

### Classificação final
| Classificação | Classificação | Classificação | Classificação | Classificação | Classificação | Classificação | Classificação | Classificação | Classificação |
| Pos           | Time          | PG            | J             | V             | E             | D             | GP            | GS            | SG            |
| ------------- | ------------- | ------------- | ------------- | ------------- | ------------- | ------------- | ------------- | ------------- | ------------- |
| 1             | Fluminense    | 18            | 10            | 8             | 2             | 0             | 44            | 11            | +33           |
| 2             | Botafogo      | 14            | 10            | 6             | 2             | 2             | 20            | 11            | +9            |
| 3             | America       | 14            | 10            | 7             | 0             | 3             | 18            | 12            | +6            |
| 4             | Rio Cricket   | 10            | 10            | 5             | 0             | 5             | 18            | 9             | +9            |
| 5             | Paissandu     | 4             | 10            | 2             | 0             | 8             | 3             | 38            | -35           |
| 6             | Riachuelo     | 0             | 10            | 0             | 0             | 10            | 0             | 22            | -22           |

### Partidas
Essas foram as partidas realizadas:
| 3 de maio | Paissandu    | 1 – 10 | Fluminense | Rua Guanabara, Rio de Janeiro |
|           | E. Pullen ?' |        | Edwin Cox ?', ?' · Emile Etchegaray ?', ?' · Alberto Borgerth ?', ?' · Nestor Macedo ?' · João Leal ?' · Oswaldo Gomes ?' · Chico Loup ?' |                               |

### Premiação
| Campeonato Carioca de 1908        |
| Rio de Janeiro                    |
| --------------------------------- |
| FLUMINENSE Tricampeão (3º título) |